# J. Walter Thompson
Pour les articles homonymes, voir JWT.
J. Walter Thompson (JWT) était une agence de publicité constituée en 1896 par le pionnier américain de la publicité James Walter Thompson.  

## Note

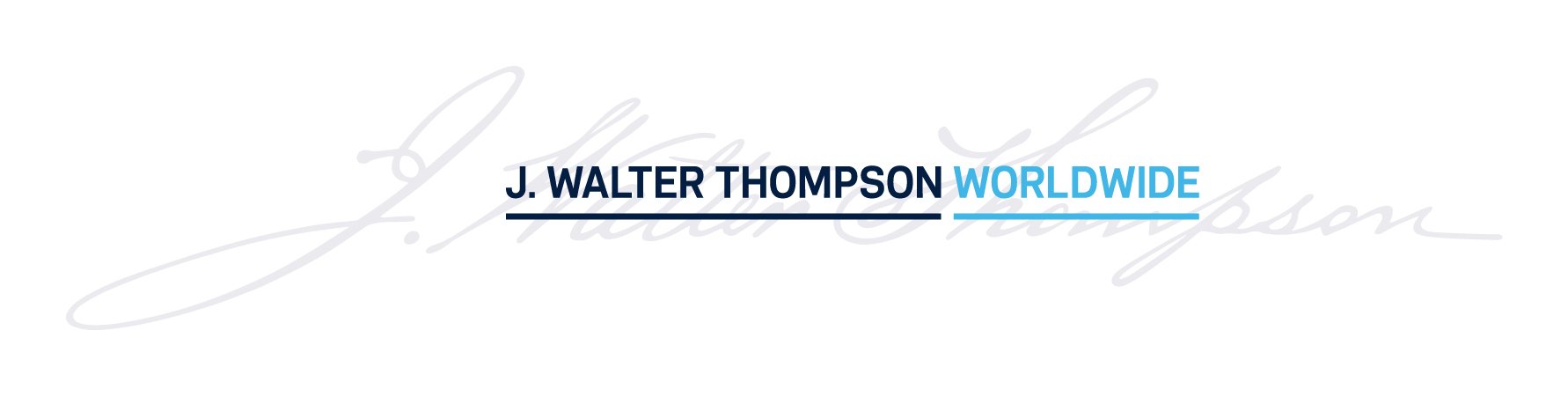
Logo J. Walter Thompson